# Hexocyclium
Hexocyclium là một thuốc kháng muscarinic. Nó được sử dụng dưới dạng methyl sulfat của nó, được gọi là hexocyclium metilsulfate.